# Mouhammad Bahram Khan
Shahzada Haji Mouhammad Bahram Khan (mort à La Mecque en 1878) fut un prince moghol du XIXe siècle.
Fils d'Ali Mouhammad Khan (mort en 1839), écrivain moghol des années 1830, il faisait partie de la famille des Khudakka, branche de la dynastie des Durrani. Chef de sa famille en 1839, il fut un grand soutien du gouvernement moghol et participa en 1858 à la Révolte des Cipayes, contre l'administration britannique en Inde.
Capturé et emprisonné quand cette révolte échoua, il fut exilé par les Anglais à La Mecque, en Arabie. Il mourut là, en 1878.
D'une union inconnue, il eut trois fils :
- Abdour Rachid Khan
- Ghoulam Mouhammad Khan (mort en 1911)
- Mouhammad Khan